# Institut des sciences mathématiques de Madras
Ne pas confondre avec Institut des sciences mathématiques (Espagne).
L'Institut des sciences mathématiques (en anglais : Institute of Mathematical Sciences, IMSc) (parfois aussi appelé Matscience) est un centre de recherche mathématique situé à Madras, en Inde,.
L'IMSc est un institut national de la recherche fondamentale à la frontière des disciplines des mathématiques et de sciences physiques : informatique théorique, mathématiques, physique théorique et biologie computationnelle. Il est financé principalement par le Ministère de l'Énergie Atomique.

## Histoire
L'institut a été fondé par Alladi Ramakrishnan (en) en 1962. Sa motivation a été l'Institute for Advanced Study, à Princeton, aux États-Unis. Il est passé par une phase d'expansion sous les directions  de George Sudarshan dans les années 1980 et R. Ramachandran dans les années 1990. L'actuel directeur de l'institut est V. Arvind.

## Universitaires
L'institut dispose d'un programme de recherche auquel un groupe d'étudiants est admis chaque année pour atteindre le doctorat. L'IMSc héberge des scientifiques au niveau post-doctoral et prend en charge un chercheur du programme dans les domaines de recherche de l'Institut.
L'Institut accueille des congrès scientifiques nationaux et internationaux chaque année. Il développe de nombreux programmes de sensibilisation à destination du public, en particulier la connexion avec les enseignants et les étudiants dans les collèges, les universités et les écoles.[réf. nécessaire]

## Campus
Situé dans le sud de Madras, dans la région Adyar-Taramani , l'institut est situé sur le campus des Instituts centraux de technologie (CIT). L'Institut entretient des résidences pour les étudiants, les visiteurs de longue durée, les étudiants mariés et les post-doctorants, et les hôtes de l'institut.